# Круглая ставрида
Круглая ставрида, или сигарная ставрида, или пятнистая ставрида, или рыба-сигара (лат. Decapterus punctatus), — вид лучепёрых рыб из семейства ставридовых (Carangidae). Распространены в Атлантическом океане. Максимальная длина тела 30 см. Морские пелагические рыбы.

## Описание
Тело вытянутое, тонкое, почти круглое на поперечном сечении, покрыто мелкой циклоидной чешуёй. Глаза умеренной величины, их диаметр укладывается 3,4—3,9 раза в длину головы; почти полностью закрыты жировым веком; остаётся открытой только небольшая вертикальная щель в центре глаза. Окончание верхней челюсти выгнутое сверху и округлое снизу. Зубы на обеих челюстях мелкие, расположены в один ряд, их количество и размер снижаются по мере роста рыб. На верхней части первой жаберной дуги 11—13 жаберных тычинок, а на нижней части 32—37 жаберных тычинок. Край вторичного пояса грудного плавника (cleithrum) с двумя небольшими бугорками и неглубокими бороздками над и под бугорками. Два спинных плавника. В первом спинном плавнике 8 жёстких лучей, а во втором — 1 жёсткий и 29—34 (включая дополнительный плавничок) мягких лучей. В анальном плавнике 1 колючий и 26—30 мягкий луч, перед плавником расположены 2 колючки. Последний мягкий луч спинного и анального плавников отделён от остальных лучей и представляет собой как бы дополнительный плавничок. Грудные плавники короткие (короче длины головы), серповидной формы. Боковая линия делает невысокую вытянутую дугу в передней части (на уровне 8—10 мягкого луча второго спинного плавника), а затем идёт прямо до хвостового стебля. Длина хорды выгнутой части боковой линии укладывается 0,7—0,9 раза в длину прямой части. В выгнутой части 46—62 чешуи и 0—8 костных щитков; в прямой части 0 (редко 1 или 2) чешуек и 30—38 костных щитков. Хвостовой плавник серповидный. Позвонков: 10 туловищных и 15 хвостовых.

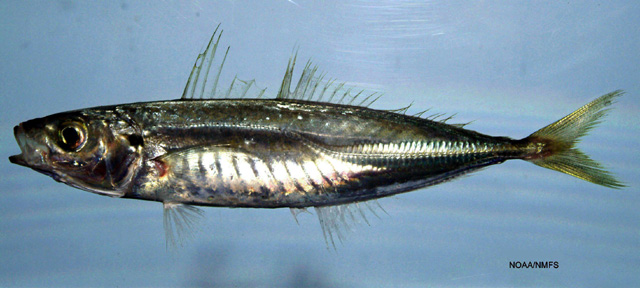

Верхняя часть тела зеленоватая или зеленовато-синяя, бока серебристые и брюхо беловатое. От кончика рыла до хвостового стебля над прямой частью боковой линии проходит узкая полоса бронзового или оливкового цвета. На верхнем крае жаберной крышки расположена небольшая тёмная точка. На порах выгнутой части боковой линии видны 3—14 мелких чёрных точек (появляются у особей длиной около 10 см). Хвостовой плавник тёмный или янтарный.
Максимальная длина тела — 30 см, обычно до 18 см. Масса тела до 300 г.

## Биология
Морские пелагические рыбы. Обитают в прибрежных водах на глубине от одного до 110 м. Образуют стаи в средних слоях воды или около дна. Часто встречаются у поверхности воды, особенно молодь. Питаются планктонными беспозвоночными, главным образом копеподами. Продолжительность жизни — до 4-х лет.
Самцы круглой ставриды впервые созревают при средней длине тела 11,3 см, а самки — при длине тела 12,8 см. Нерестятся вдали от берега в течение всего года. В Мексиканском заливе нерест наблюдается в сумерках. Плодовитость варьирует от 5,5 до 34,7 тысяч икринок и зависит от размеров самок

## Ареал
Широко распространены в Атлантическом океане. Восточная Атлантика: от Марокко до Намибии, включая острова Мадейра, Канарские, Кабо-Верде, Вознесения, Святой Елены. Западная Атлантика: от Массачусетса до Рио-де-Жанейро (Бразилия), включая Бермудские острова, Мексиканский залив и Карибское море.